# Campionati americani maschili di pallacanestro Under-16
I Campionati americani maschili di pallacanestro Under-16 (in inglese FIBA Americas Under-16 Championship) sono una competizione sportiva continentale a cadenza biennale organizzata dalla FIBA Americas, la federazione americana della pallacanestro.
Si tratta di un torneo tra nazionali composte di giocatori al di sotto dei 16 anni di età, ed è di solito valevole per la qualificazione ai Campionati mondiali Under-17.
Il primo campionato americano di pallacanestro Under-16 si tenne nel 2009.

## Albo d'oro
| Anno          | Nazione ospitante | Finale 1º/2º | Finale 1º/2º | Finale 1º/2º  | Finale 3º/4º | Finale 3º/4º | Finale 3º/4º    |
| Anno          | Nazione ospitante | Vincitore    | punteggio    | Secondo posto | Terzo posto  | punteggio    | Quarto posto    |
| ------------- | ----------------- | ------------ | ------------ | ------------- | ------------ | ------------ | --------------- |
| 2009 dettagli | Argentina         | Stati Uniti  | 101 - 87     | Argentina     | Canada       | 106 - 81     | Venezuela       |
| 2011 dettagli | Messico           | Stati Uniti  | 104 - 64     | Argentina     | Canada       | 86 - 65      | Porto Rico      |
| 2013 dettagli | Uruguay           | Stati Uniti  | 94 - 48      | Argentina     | Canada       | 62 - 50      | Porto Rico      |
| 2015 dettagli | Argentina         | Stati Uniti  | 77 - 60      | Canada        | Argentina    | 74 - 59      | Rep. Dominicana |

## Medagliere per nazioni
| Pos. | Paese       | Oro | Argento | Bronzo | Totale |
| ---- | ----------- | --- | ------- | ------ | ------ |
| 1    | Stati Uniti | 4   | 0       | 0      | 2      |
| 2    | Argentina   | 0   | 3       | 1      | 2      |
| 3    | Canada      | 0   | 1       | 3      | 2      |